# Ceramica iberica

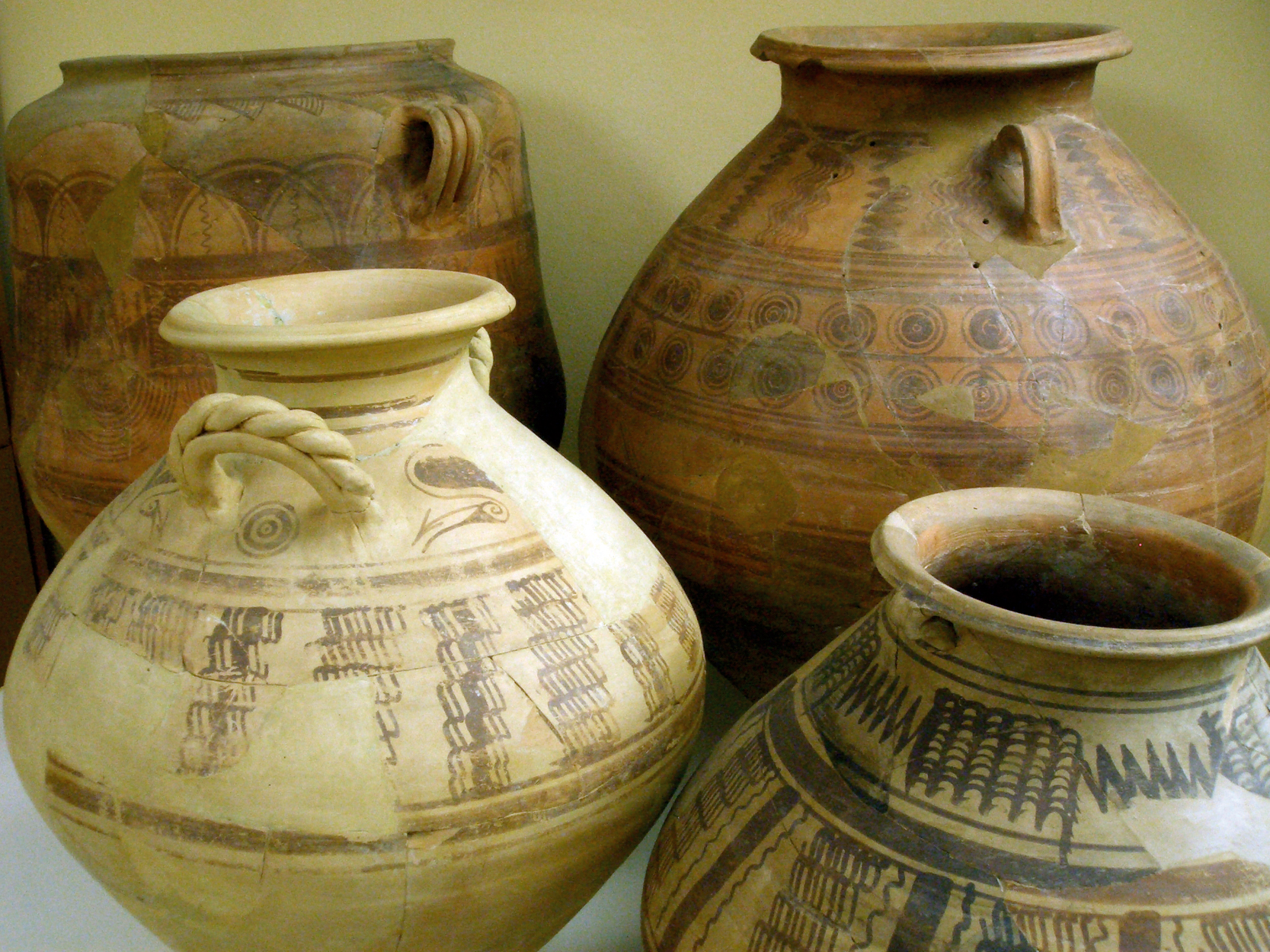
Ceramica dipinta del Castellet di Bernabé (Llíria, Valencia).

Con ceramica iberica s'intende l'insieme di articoli ceramici che, in un contesto di ricerca archeologica, sono stati elaborati al tornio, cotti ad alta temperatura in forno ossidante e prodotti tra i secoli VI e I a. C. nella penisola iberica. Alcuni considerano che questa definizione, piuttosto imprecisa, sia troppo generica per la grande varietà di prodotti ai quali è applicata; ciò nonostante ci si suole riferire in prima istanza alla ceramica iberica dipinta, un complesso di vasellame finemente decorato con motivi geometrici, floreali o umani di colore rosso vino.
Inoltre, di questa categoria, che è la più diffusa e generalizzata del territorio iberico, ne esistono altre di tecnologia e distribuzione simile, come la "ceramica iberica in tinta unita" (senza decorazioni), la "ceramica iberica brunita" con incisioni o "stampata", molto diffusa nella Meseta, e altre tecniche, come la "ceramica da cucina", la cui pasta include sgrassanti che le conferiscono proprietà refrattarie o quelle chiamate "grigie", che provengono da cotture riducenti, abbastanza comuni nel nordest della penisola e che possono essere prive di decorazioni o dipinte su fondo bianco.
L'esistenza di differenti produzioni regionali ha favorito in un primo momento la limitazione degli studi sulla ceramica iberica a raccolte specifiche (come quelle della valle dell'Ebro, l'Alta Andalusia, La provincia di Alicante, o della regione della Murcia.), anche se esistono altre proposte di sintesi generale. Per quanto riguarda l'origine della "ceramica iberica dipinta", i materiali riscontrati rivelano una correlazione tra le importazioni fenicie del secolo VII a. C. e le prime ceramiche iberiche al tornio che iniziano imitando quei prototipi, tanto nella forma che nella decorazione, per consolidare poi tipologie genuine che incorporano inoltre forme tradizionali del periodo conosciuto come età del ferro e forme di ceramica greca, quando non direttamente sue imitazioni.

## Le origini della ceramica iberica

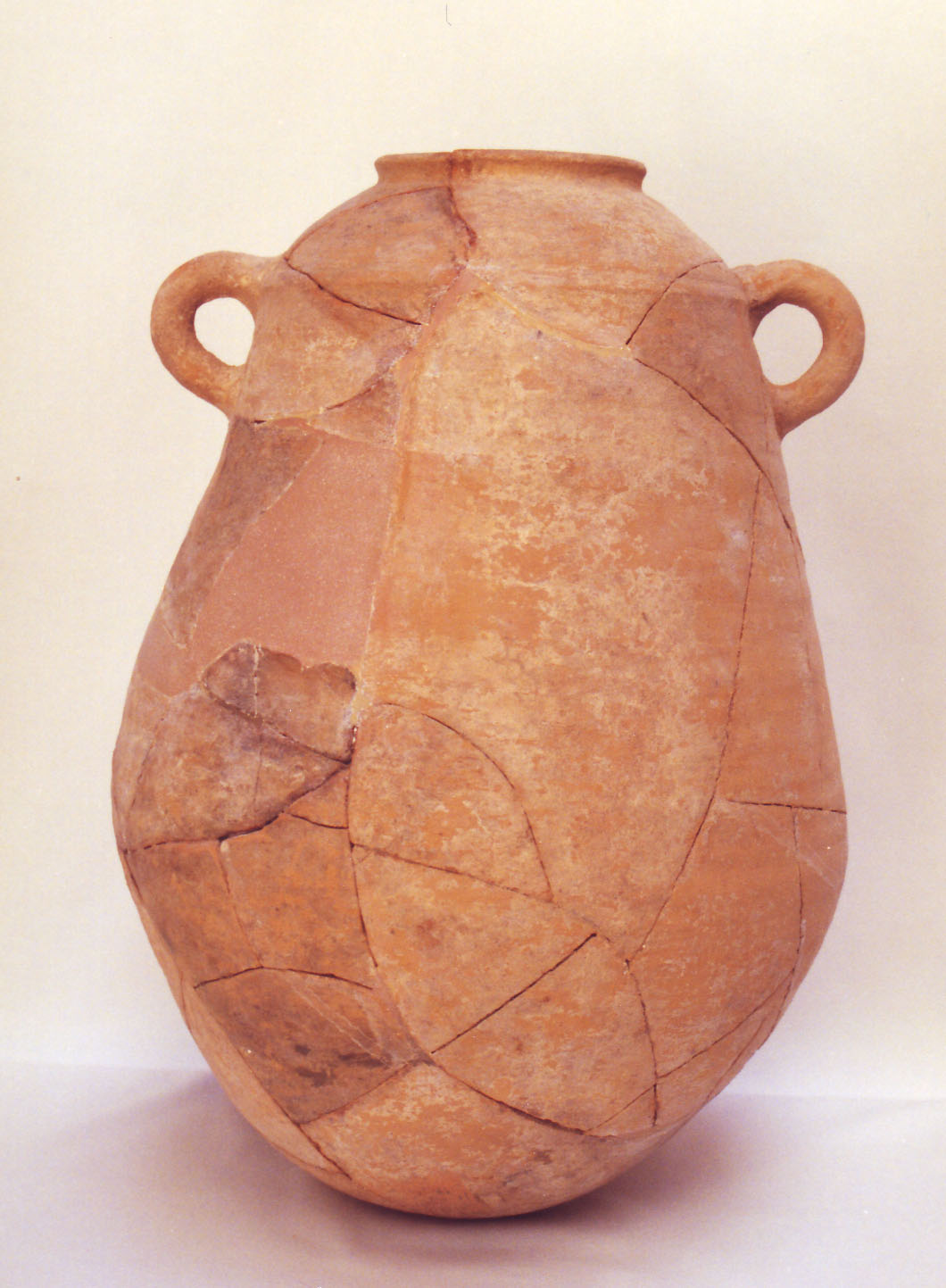
Imitazione iberica dell'anfora fenicia - Alt di Benimaquia, VI secolo a.C.

Esiste un certo consenso sull'origine fenicia delle fonti d'ispirazione che diedero luogo alle forme di ceramica iberica. Lungo il secolo VII a. C. le anfore, e altre ceramiche al tornio, fenicie dipinte o meno, introdotte nel mezzo della penisola dalla colonizzazione fenicia dell'Andalusia, diedero luogo a una corrente di imitazioni, grezze all'inizio, ma grazie al tornio vasaio e al forno a camera raggiunsero presto un alto livello tecnologico.
Le forme che raggiunsero maggior popolarità in questa fase iniziale sono l'anfora tipo R1 (Rachgoun 1), la giara "pitoide" e l'urna del tipo Cruz del Negro. Evidenziato per la prima volta nel giacimento di Los Saladares (Orihuela), questo processo di acculturazione che fa parte della dinamica orientalizzante, offre le sue migliori testimonianze nel sud e nel sudest della penisola iberica (dalla costa di Huelva alla conca del fiume Júcar) fino a che è possibile constatare un unico centro di diffusione. Nel Cerro de Los Infantes (Granada) un vasaio indigeno produceva anfore di tipologia fenicia all'inizio del secolo VI a. C. e ugualmente l'Alt di Benimaquia (Dénia) offre testimonianze di una produzione vinicola indigena che inizia nello stesso momento, in un contesto nel quale abbondano le anfore fenicie e le loro imitazioni al tornio. Questi scavi archeologici forniscono en passant l'ipotesi che la produzione di vino, una bevanda esotica sconosciuta fino a che fu portata dai fenici, e la necessità di produrre anfore, contenitori che non facevano parte dei repertori locali, motivò il cambio tecnologico (tornio, forno a camera) da cui risultò la ceramica iberica.
Questo processo risultò di natura prevalentemente meridionale già che i contatti con i fenici non arrecarono reazioni di acculturazione simili nelle comunità indigene dell'est e del nordest peninsulare, com'è stato provato a Vinarragell (Burriana), Aldovesta (Benifallet). Queste adottarono, a partire dalla seconda metà del secolo VI a. C., tra gli altri cambiamenti rotondi a vita, una ceramica iberica già elaborata, proveniente da sud e sudest come si constata nell'Illa d'En Reixach (Ullastret).
Riassumendo, a partire dalla fine del secolo VII a. C. e durante gran parte del secolo VI a. C., le prime ceramiche dipinte e in tinta unita del sud e del sudest peninsulari mostrano reperti di chiara provenienza fenicia, soprattutto per quel che si riferisce ai grandi contenitori come anfore o giare, che incorporano a poco a poco forme nate dalla creatività locale. 

### L'urna delle orecchiette perforate

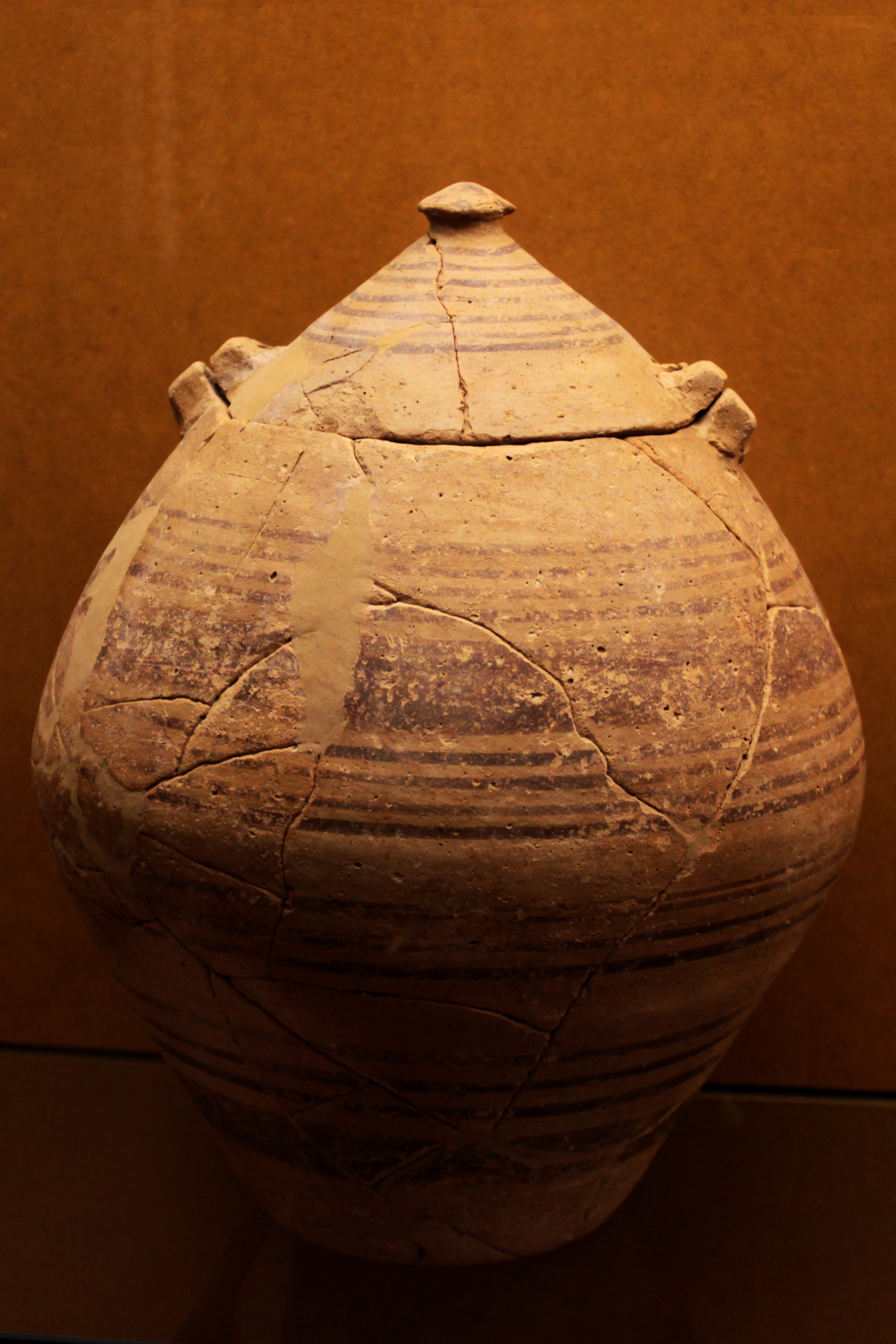
Urna delle orecchiette perforate di La Solivella (secolo VI-V a. C.)

Per la sua tipologia, funzionalità e diffusione, l'urna delle orecchette perforate costituisce la forma più emblematica della ceramica iberica dipinta durante il periodo iberico antico.
Il prototipo non viene dall'ingegno indigeno, ma da una forma di origine orientale che raggiunse una enorme popolarità. La chiusura ermetica del suo coperchio fece di questo vaso una forma idonea di urna cineraria e dal Molar en el Bajo Segura (Alicante) fino alle rive dell'Hérault, la maggior parte delle necropoli iberiche dei secoli VI e V a. C. incorporano un'urna a orecchiette perforate nelle loro tombe.
Solveig Nordström ha descritto la tecnica di fabbricazione che permetteva l'incastro perfetto ed ermetico del coperchio sull'urna: Questa veniva lavorata in un sol pezzo, orecchiette comprese, e dopo il coperchio veniva tagliato al tornio, con l'argilla ancora molle. Le orecchiette sono delle appendici, diametralmente opposte, del vaso e del coperchio attraversate trasversalmente da una perforazione che poteva venire serrata garantendo il blocco del coperchio.
L'importanza dell'urna ad orecchiette perforate si basa su un triplice motivo.
Benché preesistente, la forma raggiunse popolarità soltanto nella cornice della cultura iberica; di fatto la sua popolarità segna la fine del periodo orientalizzante, di palpabile filiazione fenicia, e l'inizio di quello genuinamente iberico. La sua cronologia fa di essa un fossile indicatore del periodo iberico antico, già che comparve verso la metà del secolo VI a. C. e cadde in disuso agli inizi del secolo IV a. C. Finalmente, la sua distribuzione dal fiume Segura all'Hérault indica che, contrariamente al periodo precedente, tutte le popolazioni di questa frangia costiera costituivano una Koinè, una comunità d'interessi, probabilmente commerciali e, perché no, culturali, il cui fattore di coesione e identificazione era già nel secolo VI a. C. la cultura ibérica.

## Le ceramiche iberiche del periodo pieno
Miquel Tarradell ed Enric Sanmartí (1980) avevano constatato l'uniformità tipologica del periodo antico, già che le stesse forme e decorazioni si erano distribuite su tutto il territorio iberico; tuttavia, a partire dal IV secolo a. C. si constata una diversificazione dei repertori formali e decorativi, che ha arrecato la frammentazione degli studi sulla ceramica iberica dai suoi ambiti regionali. Poiché indubbiamente esistono evidenti differenze tra il nordest peninsulare, dove la ceramica iberica dipinta cade in disuso venendo sostituita da produzioni grigie monocromatiche, e il sudest, dove le tipologie di forma consolidano prototipi e dove le arti decorative raggiungono un certo grado di creatività e sofisticazione.

### La ceramica iberica di cucina

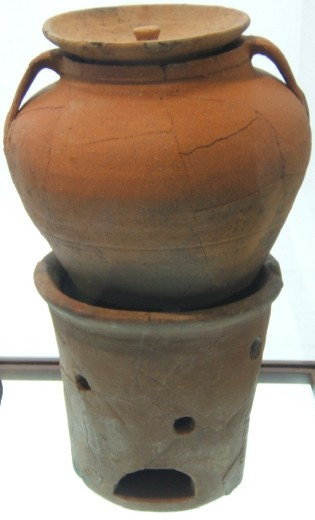
Olla con coperchio

La tradizione ceramica iberica raggiunse l'ambito culinario dal periodo iberico antico, in modo tale che in gran parte del territorio iberico le produzioni modellate a mano andarono scomparendo nel corso dei secoli VI e V a. C. Nella provincia di Castellón, il fiume Mijares segna il confine tra la tradizione delle ceramiche iberiche lavorate al tornio e quelle a mano, già che al nord del detto fiume, in tutta la Catalogna e nella Linguadoca, la tradizione delle ceramiche di cucina fatte manualmente durò fino all'Impero romano. Le ceramiche iberiche di cucina contano su un ridotto repertorio di forme, dal quale si distacca una olla globulare, panciuta, di profilo a doppio tronco di cono, bordo sporgente e base concava e un coperchio semisferico con pomello anellato. Questo "servizio" esiste in una gran varietà di grandezze, con poche variazioni di tipologia. La tecnica di elaborazione della ceramica di cucina risulta un po' più complessa della ceramica fine, a causa dell'inclusione deliberata dello sgrassante nell'argilla, che non dev'essere confusa con fini particolari, per esempio la mica dorata, contenuta in forma naturale nel materiale argilloso usato dai ceramisti. Lo sgrassante aveva il fine di conferire proprietà refrattarie alla ceramica, poiché senza questo la differenza di temperatura tra l'interno e l'esterno delle olle di ceramica poste sul fuoco avrebbe provocato il suo spaccamento.
Nell'ambito edetano, lo sgrassante della ceramica di cucina comprende quarzo macinato con una grossa granulometria. Altre inclusioni come la calcite si sono dissolte nel tempo lasciando pori sulla superficie dei vasi. Infine la cottura di questa categoria di ceramica è di tecnica riducente, la sua gamma di colori comprende grigi, giallastri, marroni e neri. La vocazione domestica e culinaria di queste ceramiche è indiscutibile, già che molte di loro mostrano sulla base tracce inequivocabili di essere rimaste in un focolare domestico. Tuttavia è documentato il loro utilizzo come urne da sepoltura o come vasi da magazzinaggio.

### Le ceramiche brunite con decorazioni impresse
Nel periodo Iberico si consolidano alcune produzioni che avevano incominciato a essere elaborate nel secolo precedente, come le ceramiche con decorazione impressa, le cui caratteristiche consentono ora di differenziare le zone di fabbricazione.
Le ceramiche con decorazione impressa hanno anche incorporato nel complesso le produzioni iberiche. Il primo a realizzare un compendio su questa tecnica decorativa fu Cura Morera per la Catalogna, al quale fecero seguito la Meseta orientale, la Murcia, l'Andalusia orientale e Valencia.
Nel territorio della città di Kelin (Caudete de Las Fuentes, Valencia) si è affermata una produzione propria con decorazioni di uova, spighe, fiori, volute, ecc. che durò per tutto il secolo successivo; in Murcia si sono differenziate tanto ceramiche con stampe di stile locale come altre di matrici importate; mentre nella Oretania si possono distinguere le produzioni del nord, con il Cerro de las Cabezas (Valdepeñas) come centro più importante (Fernández Maroto et alii, 2007), e quelle provenienti dall' Alto Guadalquivir; anche in Catalogna vi sono decorazioni stampate su ceramica grigia.

### Le ceramiche iberiche di vernice rossa
Le ceramiche d'ingobbio o vernice rossa si trovano in aree geografiche più tangibili, il che facilita la loro identificazione. Emeterio Cuadrado per primo caratterizzò le produzioni della Murcia e della provincia di Albacete, utilizzando spesso la locuzione  "ceramiche ibero-turdetane". Più tardi si differenziarono le produzioni ilergete, quelle oretane, con e senza decorazione stampata, e quelle del territorio di Kelin sono tuttavia più incipienti.

### Le imitazioni

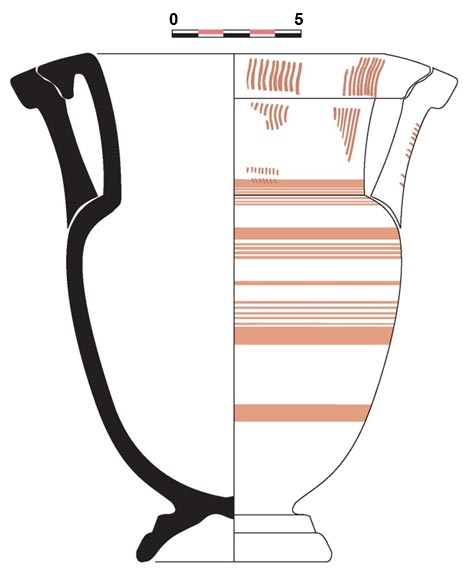
Imitazione iberica di una cratere a colonnette. Necropoli di Los Campos de Gimeno, Enguera (Valencia).

Una delle caratteristiche della ceramica iberica è che nel corso del tempo il suo repertorio di forme fu inserito reinterpretando alcuni dei prototipi più popolari delle produzioni fenicie, puniche, grigie e infine romane. Il fenomeno dell'imitazione si trova con maggior frequenza nelle cosiddette produzioni di prestigio, con particolare predilezione verso le ceramiche attiche di figure rosse e di vernice nera, quelle di vernice nera ellenistiche e romane, riflettendo il valore ideologico che conferivano loro gli indigeni.

### Le ceramiche grigie monocromatiche del nordest peninsulare

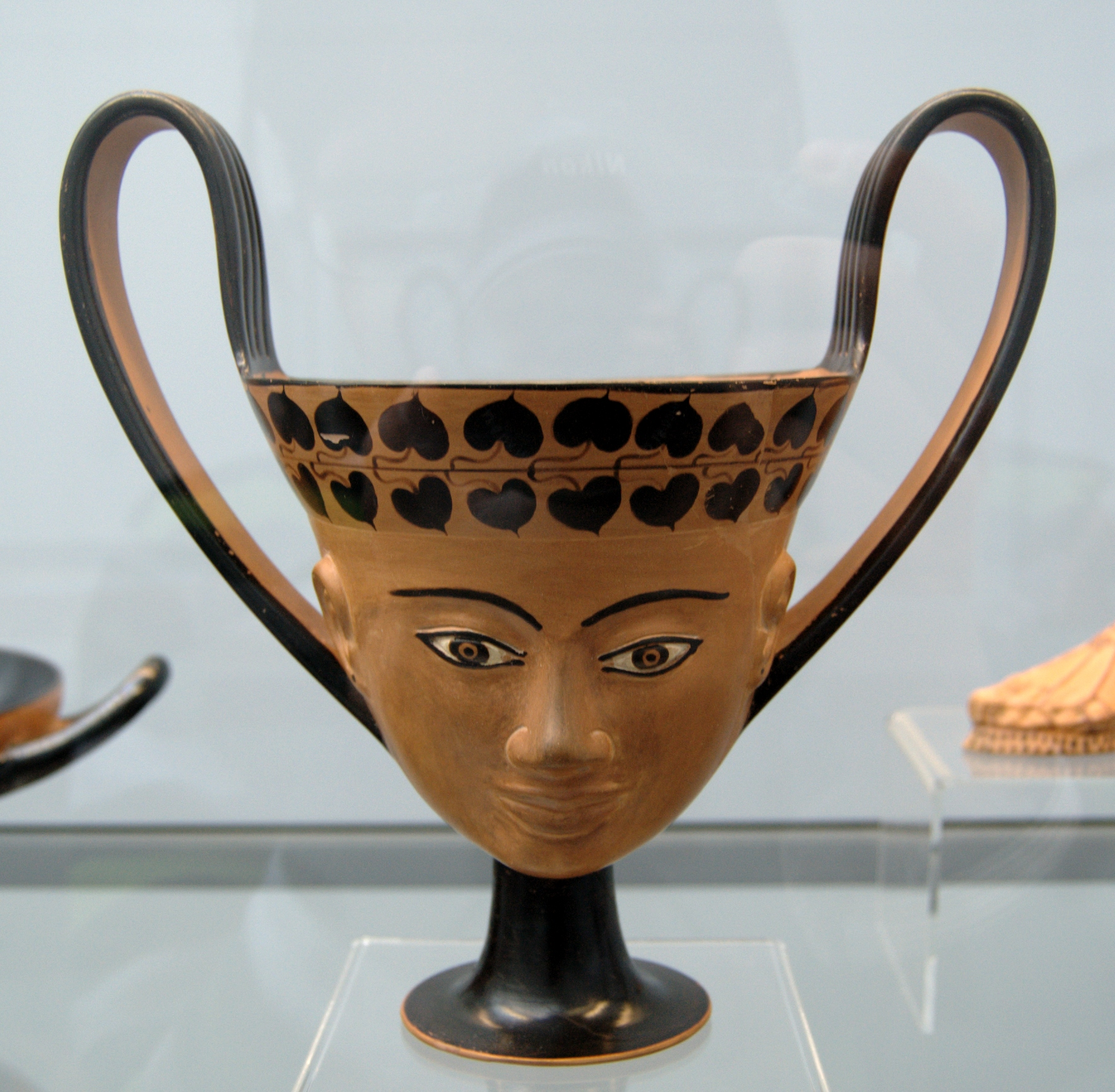
Cantaro

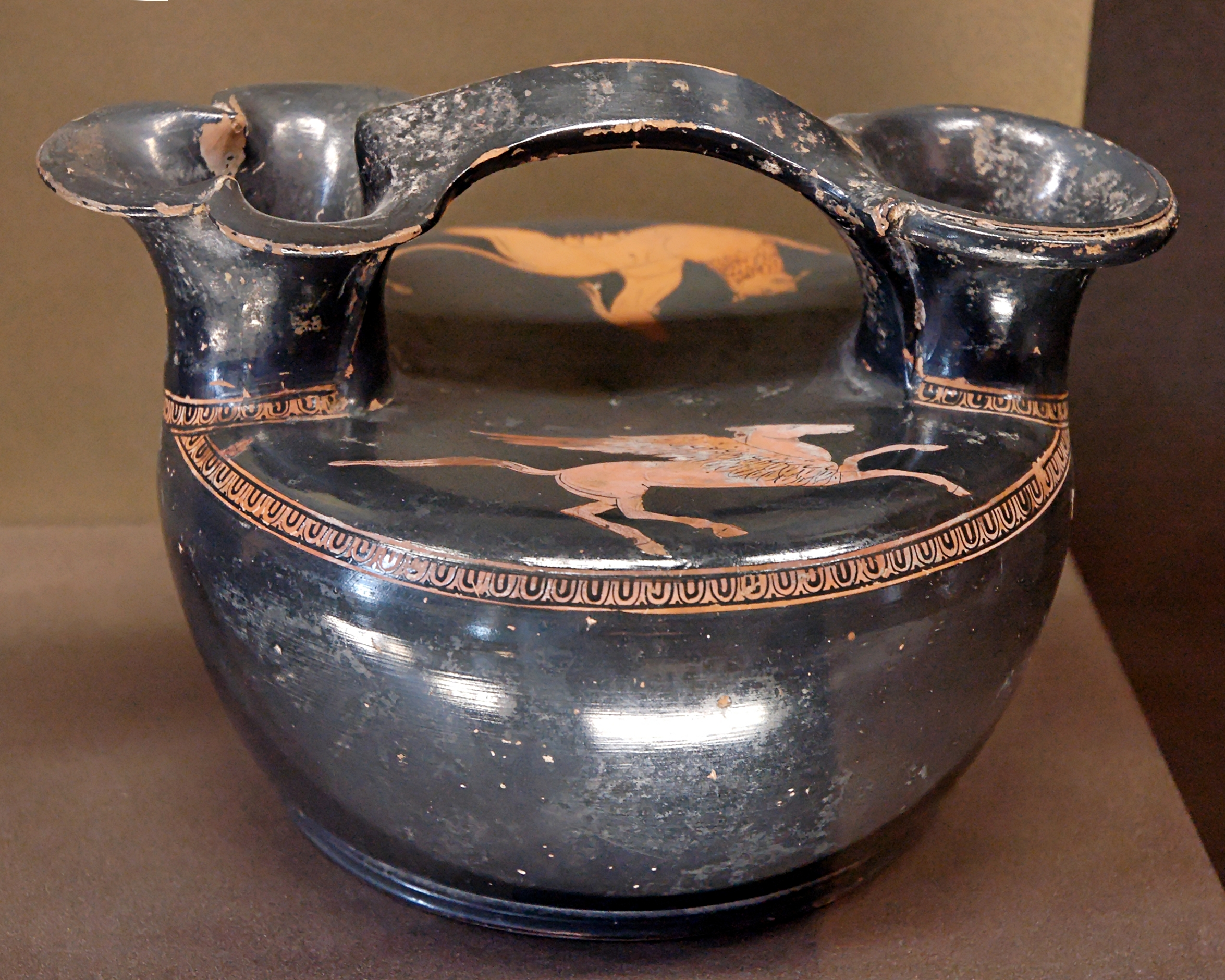
Grosso askos (Museo del Louvre)

Durante il periodo iberico, le ceramiche iberiche dipinte, che costituivano la gran parte delle produzioni iberiche, caddero in disuso nel nordest della penisola, per cui si affiancarono le ceramiche grigie, il cui uso si era andato consolidandosi nel periodo precedente, attribuendovi la tradizione focea delle vicine colonie greche di Empúries, Roses e Agathe. Le produzioni migliori definite da questo periodo sono dunque la cosiddetta ceramica "grigia monocroma" o "grigia della costa catalana", con forme destinate fondamentalmente alle stoviglie da tavola. Alcuni dei tipi più caratteristici sono caraffe, coppe, piatti, brocche, askos e cantari.
In questo repertorio la caraffa biconica con un manico verticale ottenne un'enorme popolarità, sia in ambito peninsulare come nel resto del bacino del Mediterraneo, per cui compare insieme al cappello a cilindro a partire dalla fine del secolo III a. C. Anche nell'area indigeta si produceva una ceramica molto particolare, decorata con sfondo bianco, i cui laboratori si trovavano nelle immediate vicinanze del Puig de Sant Andreu di Ullastret e che giungevano anche a produrre decorazioni con figure di guerrieri e cavalieri a imitazione degli stili levantini. Avveniva tra la seconda metà del secolo IV e tutto il III a. C., ma in un ambito di diffusione molto limitato.

## Dal periodo iberico pieno a quello tardo
A partire dall'ultimo quarto del secolo III a. C. e durante il II a. C. le decorazioni delle ceramiche iberiche dipinte della zona orientale della penisola subirono un salto qualitativo, la cui massima espressione consistette nell'arricchimento dei repertori decorativi con motivi vegetali e floreali, epigrafici, animali e persone, dunque la stragrande maggioranza della produzione seguiva ostentando decorazioni strettamente geometriche. Le differenze regionali negli stili pittorici e nei contenuti tematici furono dettagliatamente descritte da Miquel Tarradell. Di qui una prospettiva antropologica: le nuove decorazioni fan sospettare l'esistenza di artigiani specializzati molto qualificati, giacché alcuni di loro scrivevano e costituiscono la testimonianza di una produzione di beni di prestigio incentivata dalla più alta classe delle società urbane. Dunque esistono differenti stili e cronologie, il cui denominatore comune è che riflettono i valori universalmente associati alle aristocrazie. D'altra parte non si può negare che in maggior o minor misura le diverse produzioni erano "imparentate", per cui riflettono anche l'intensità di contatti inter-tribali a partire da un allontanamento geografico spesso considerevole. Una produzione ceramica caratteristica del tardo mondo iberico fu il kálathos, che aveva la forma di un cappello a cilindro.

### Lo stile di Liria-Oliva

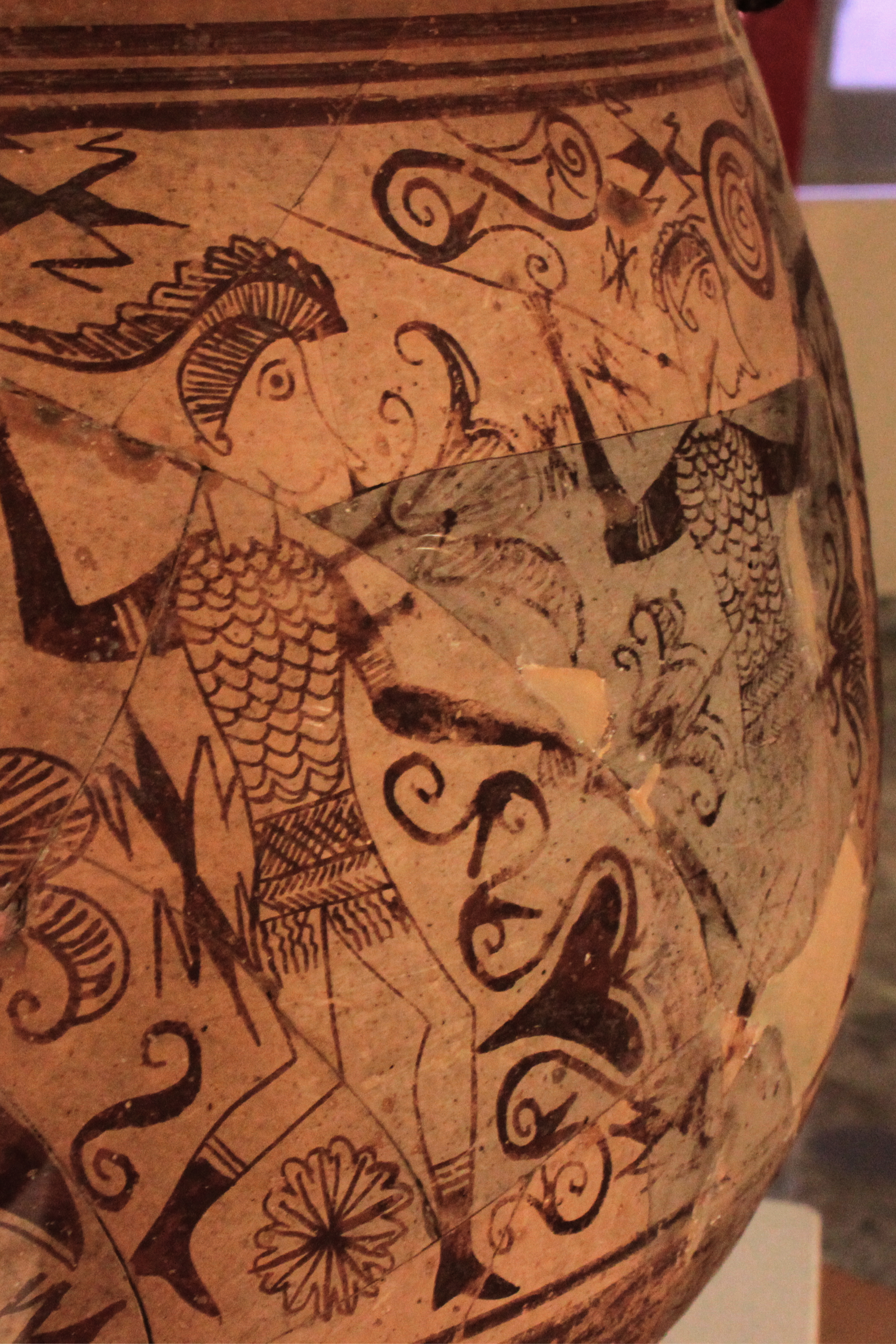
Dettaglio del Vaso dei Guerrieri del sito archeologico
di Tosal de San Miguel, anticamente Edeta.

La cosiddetta scuola di Liria-Oliva consiste in uno stile decorativo epigrafico, floreale e umano della ceramica iberica dipinta, ove sono rappresentati personaggi di ambo i sessi occupati in attività come il combattimento, la caccia o la vita spirituale, a volte accompagnate da leggende epigrafiche in alfabeto levantino. Lo stile di Liria-Oliva è eminentemente narrativo. Gli scavi di Llíria hanno messo in luce la più famosa ed estesa collezione di questo stile scoprendo il Vaso dei Guerrieri con Corrazza, e il Vaso dei Guerrieri, che descrive una scena di guerra con cavalieri provvisti di elmi con pennacchi, cotte di maglia, giavellotti e falcate e bambini con caschi, scudi e giavellotti in uno sfondo di decorazioni vegetali; il Vaso della Battaglia Navale o il Kalathos della Danza.
Il nome di Líria-Oliva è dovuto al fatto che al momento della sua formulazione il villaggio di Castellar de Oliva costituiva il punto più meridionale di dispersione di questo tipo di ritrovamenti. Spinta dalle aristocrazie del periodo iberico pieno, questa produzione di oggetti di prestigio, di distribuzione prevalentemente urbana, può essersi diffusa all'inizio da un unico centro, però il meccanismo di emulazione competitiva senza dubbio incentivò rapidamente altre produzioni, la cui diffusione si estese con varianti stilistiche e cronologiche da Burriana fino ad Albufereta de Alicante e da Arse fino a Caudete de las Fuentes. Cronologicamente, lo stile di Liria-Oliva s'inquadra tra la metà del III e il I secolo  a. C. e non esiste, allo stato attuale delle ricerche, nessun ritrovamento di decorazioni di Liria-Oliva anteriori alla metà del secolo III a. C.

### Lo stile di Elche-Archena

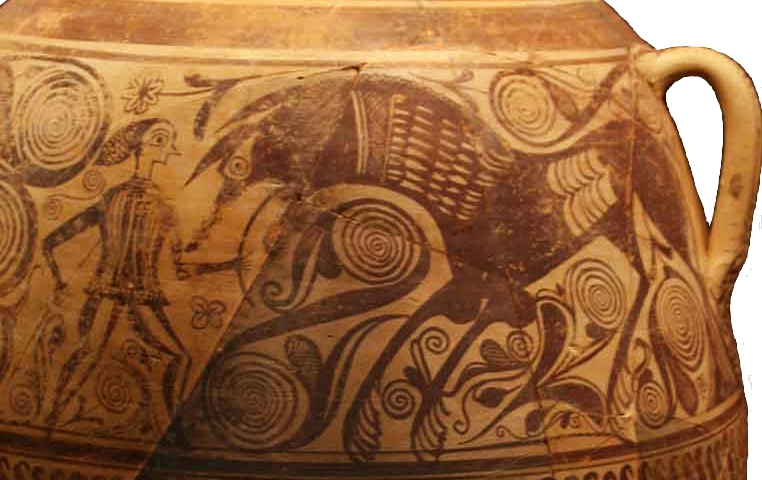
Scena figurata in una giara iberica di La Alcudia de Elche

Lo stile di Elche-Archena è stato definito a partire dai ritrovamenti di Alcudia (Elche, Alicante) e del Cabezo del Tío Pio (Archena, Murcia). Al pari di Liria-Oliva, Elche-Archena è uno stile pittorico narrativo, nel quale ai motivi geometrici si associano rappresentazioni floreali, animali e figure umane. La grande differenza con il precedente risiede su tutte le sue tematiche religiose, mettendo in risalto i contenuti di taglio mitologico e possibilmente il mondo dell'oltretomba. Compaiono divinità alate, fiere con le fauci aperte in atteggiamento minaccioso, a volte affrontanti in combattimento un essere umano, rappresentato ricorrentemente come un eroe mitologico. Gli studi più recenti datano l'inizio dello stile di Elche-Archena a partire dalla metà del secolo II a. C. e la sua fine nel I secolo d. C.
Benché genuinamente iberico nella sua espressione e contenuto, lo stile Elche-Archena costituisce un'espressione artistica del periodo ibero-romano. Il suo apporto alla conoscenza della cultura iberica è complementare a quello della Liria-Oliva, dato che le tematiche costituiscono una porta aperta sulla sovrastruttura e sull'espressione religiosa degli Iberici.

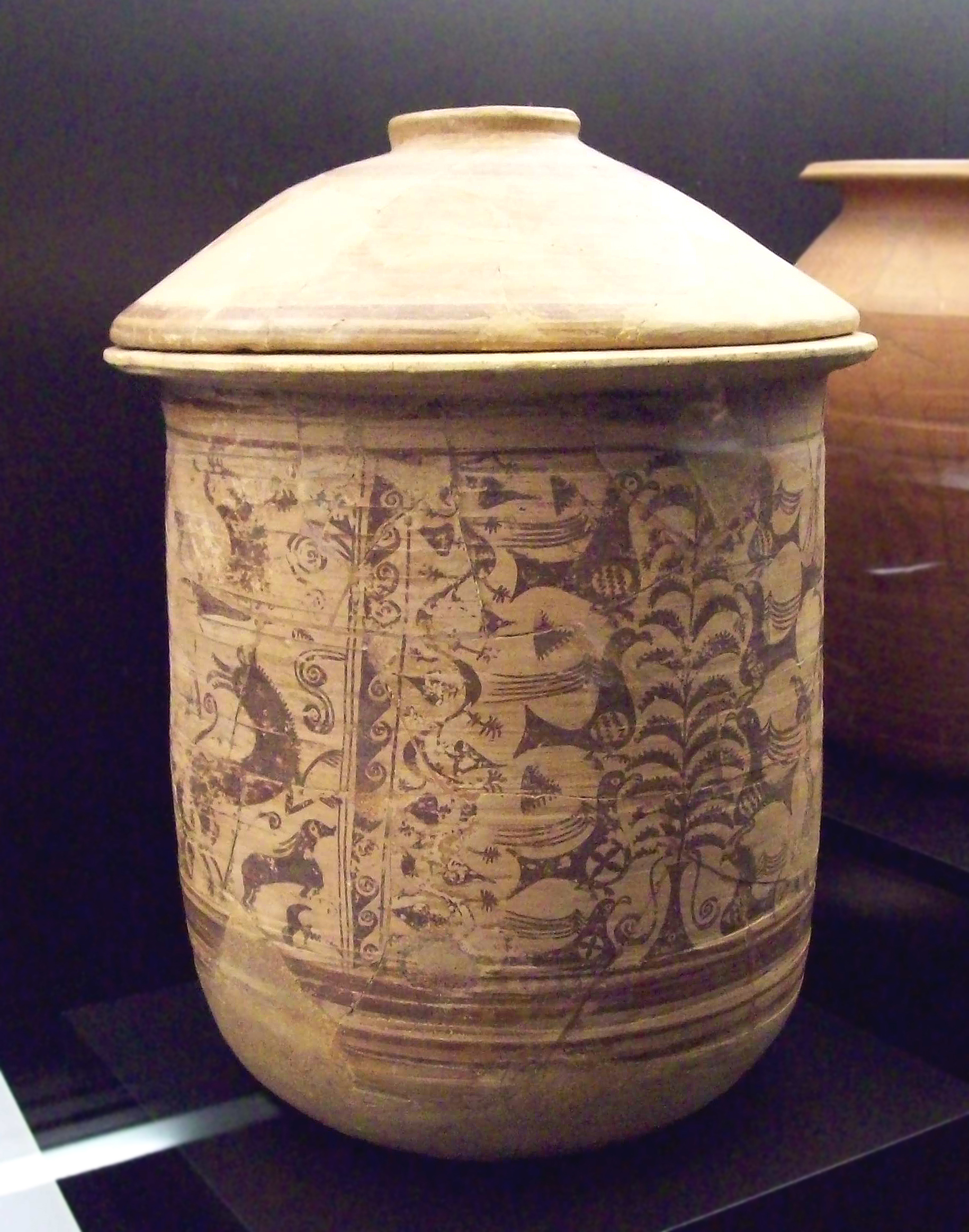
Nudo di argilla di Cabezo de Alcalá (secolo II a. C.)

### Lo stile degli Azaila-Alloza
Lo stile Azaila-Alloza deve il suo nome alle collezioni archeologiche di due importanti villaggi aragonesi come sono il Cabezo de Alcalá (Azaila) e il Castelillo (Alloza). Allo stato attuale delle ricerche, la cronologia dello stile di Azaila-Alloza si fa datare quasi contemporaneamente a quella di Elche-Archena, questo in pieno periodo ibero-romano. I suoi primi elementi sono dati comparire a partire dalla seconda metà del II a. C. e fino al secolo I a. C. in un'area che abbraccia le attuali provincie di Teruel e di Saragozza. Come in Llíria o in Elche, lo stile di Azaila-Alloza emerge per l'arricchimento tematico della decorazione dipinta della ceramica iberica nell'incorporare motivi vegetali, animali e umani, ma, a differenza dei precedenti, il contenuto narrativo delle scene perde la sua carica simbolica, con l'eccezione di alcune scene straordinarie naturaliste, con animali; le composizioni più emblematiche costituiscono al momento meri fregi decorativi, privi di contenuto ideologico.

### Lo stile di Fontscaldes e la diffusione mediterranea del "Cappello a cilindro"
Dai lavori di Antonio García y Bellido nel 1952 i ricercatori hanno preso interesse alla diffusione della ceramica iberica dipinta nella parte occidentale del bacino del Mediterraneo e ai lavori di Nino Lamboglia sulla ceramica iberica di Albintimilium sono seguite una serie di note, la cui mappa di distribuzione si arricchisce e attualizza man mano che procedono gli studi. Dall'inizio di questi studi ha richiamato l'attenzione il ridotto repertorio tipologico dei ritrovamenti, che praticamente si limitano alla forma del "cappello a cilindro" o "kalathos", un'opera che allora si spiega con il carattere di contenitore commerciale di questa forma. In altre parole, la ceramica iberica non era più quel mezzo di trasporto di una mercanzia, tipo miele o cera, commercializzata dalla penisola a partire dalla conquista romana, data la sua cronologia dei secoli II e I a. C. Quei primi studi identificarono anche l'origine di questa diffusione nel nordest della penisola. L'artigianato vascolare iberico della ceramica di Fontscaldes (Valls, Tarragona), conosciuto grazie a Colominas dal 1920, avrebbe fornito prototipi di "cappelli a cilindro" assomiglianti, per tipo e decorazioni, a quelli che si trovarono in gran parte delle coste italiane e del mezzogiorno francese. I reperti dell'artigianato iberico di Fontscaldes hanno fornito cinque produzioni di "cappelli a cilindro", differenziandosi fra loro per dimensioni come per le forme di piatto rotondo o lekane, tutti con decorazioni geometriche o fitomorfe. Le produzioni decorate con motivi vegetali che danno il loro nome allo "stile di Fontscaldes", mostrano due modelli decorativi, il cui tema principale è la cosiddetta "foglia di edera", un motivo vegetale con i suoi racemi e brattee, rappresentato con fusto serpeggiante intorno al vaso o isolato in metope alternate a pannelli geometrici.
Curiosamente il lekane, è il prototipo che in forma minoritaria accompagna il "cappello a cilindro" nella sua distribuzione extra-peninsulare, con ritrovamenti significativi a Ruscino (Perpignano), Ensérune (Béziers) ed Espeyran (Saint Gilles). Questo è stato utilizzato per conferire a questa bottega prossima a Tarragona una vocazione industriale dedicata al commercio marittimo. Un secondo centro di produzione di "cappelli a cilindro", con una decorazione geometrica che possiamo definire "decadente", che comprende produzioni di vasi grigi con decorazione rossa, si potrebbe trovare nell'hinterland di Empúries.
Infine, pare che molti ritrovamenti in Italia (Albintimilium) e nel sud della Francia (Ensérune) non abbiano i loro paralleli né con Fontscaldes né con Empúries, bensì con le produzioni del Basso Segre. L'importanza della diffusione mediterranea della ceramica iberica ha un triplice motivo: in primo luogo, capita in un ambito nel quale la produzione vasaia oltrepassa il livello di produzione artigianale per raggiungere un livello industriale; lo stile di Fontscaldes si distingue per i suoi stereotipi: il ridotto repertorio di forme e la scarsa complessità delle decorazioni dipinte. In secondo luogo le mappe della distribuzione dei ritrovamenti riflettono la vocazione marittima della sua commercializzazione e infine si sospetta che l'espansione mediterranea di questa ceramica fosse potenziata dalla presenza romana in Spagna, specialmente nel nordest peninsulare. La materia in sospeso di questi studi forse consiste nel completare la mappa della diffusione dei ritrovamenti peninsulari, che costituisce una sfida data la difficoltà di distinguere fra produzioni locali e importazioni.